# 西峪镇
西峪镇，是中华人民共和国甘肃省陇南市西和县下辖的一个乡镇级行政单位。
2014年，甘肃省民政厅批复同意撤销西峪乡，设立西峪镇。

## 行政区划
西峪镇下辖以下地区：
小杜村、白雀村、晚峡村、南柳村、卢水村、王磨村、崆峒村、叶大村、斜坡村、张庄村、乔堡村、上坪村、下坪村、河坝村、上寨村和下寨村。